# Brian Vandenbussche
Brian Raymond Vandenbussche (* 24. September 1981 in Blankenberge) ist ein belgischer Fußballtorwart.
Vandenbussche spielte in der Jugend des FC Brügge. Er begann seine Profikarriere 2002 bei Sparta Rotterdam, wo er bis 2004 spielte. Er steht seither beim sc Heerenveen unter Vertrag. In der Saison 2009/10 erlitt er eine Knieverletzung, die ihn ab Februar 2010 außer Gefecht setzte. In der Saisonvorbereitung riss sein Kreuzband im linken Knie, wodurch er für fast die gesamte Saison 2010/11 außer Gefecht gesetzt wurde. Die Friesen verpflichteten für die neue Spielzeit den Dänen Kevin Stuhr Ellegaard als Ersatzmann. Am letzten Spieltag der Saison gab Vandenbussche am 15. Mai 2011 nach 15 Monaten sein Comeback für die Friesen im Match bei Roda JC Kerkrade, das mit einem torlosen Unentschieden endete.
Nationaltrainer René Vandereycken berief ihn als Ersatztorhüter in die belgische Nationalmannschaft. Am 20. Mai 2006 bestritt er gegen die Slowakei sein erstes Länderspiel, als er in der 62. Minute für Stijn Stijnen eingewechselt wurde.